# 特罗什
特罗什（法語：Troche，法語發音：[tʁɔʃ]）是法国科雷兹省的一个市镇，位于该省西部，属于布里夫拉盖亚尔德区。

## 地理
特罗什（45°23'16"N, 1°26'29"E）面积19.79 平方千米，位于法国新阿基坦大区科雷兹省，该省份为法国中南部省份，北起上维埃纳省和克勒兹省，西接多爾多涅省，南至洛特省，东临多姆山省和康塔爾省。
与特罗什接壤的市镇（或旧市镇、城区）包括：贝萨克、吕贝萨克、韦泽尔河畔奥尔尼亚克、维茹瓦。

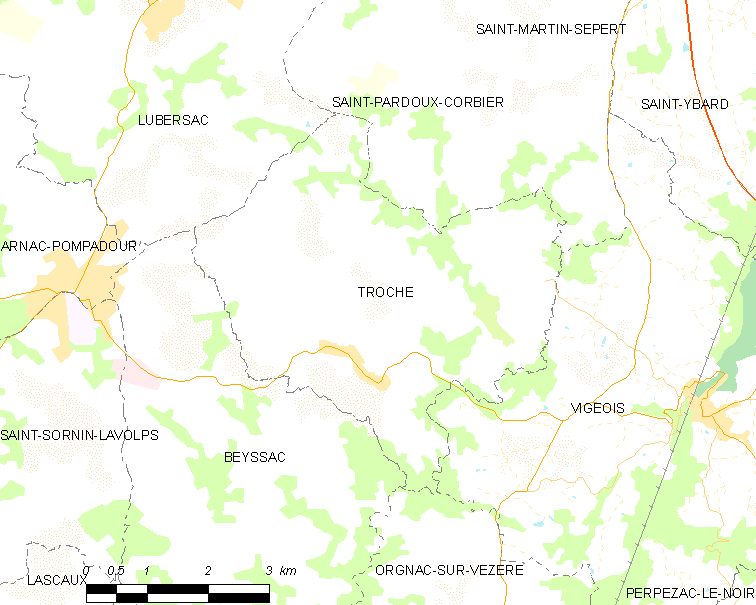
特罗什的OSM定位图

特罗什的时区为UTC+01:00、UTC+02:00（夏令时）。

## 行政
特罗什的邮政编码为19230，INSEE市镇编码为19270。

## 政治
特罗什所属的省级选区为阿拉萨克县。

## 人口

1962-2008年间特罗什人口变化图示

特罗什于2022年1月1日时的人口数量为541人。